# Labyrinthodontia
Die Einteilung der Lebewesen in Systematiken ist kontinuierlicher Gegenstand der Forschung. So existieren neben- und nacheinander verschiedene systematische Klassifikationen. 
Das hier behandelte Taxon ist durch neue Forschungen obsolet geworden oder ist aus anderen Gründen nicht Teil der in der deutschsprachigen Wikipedia dargestellten Systematik.

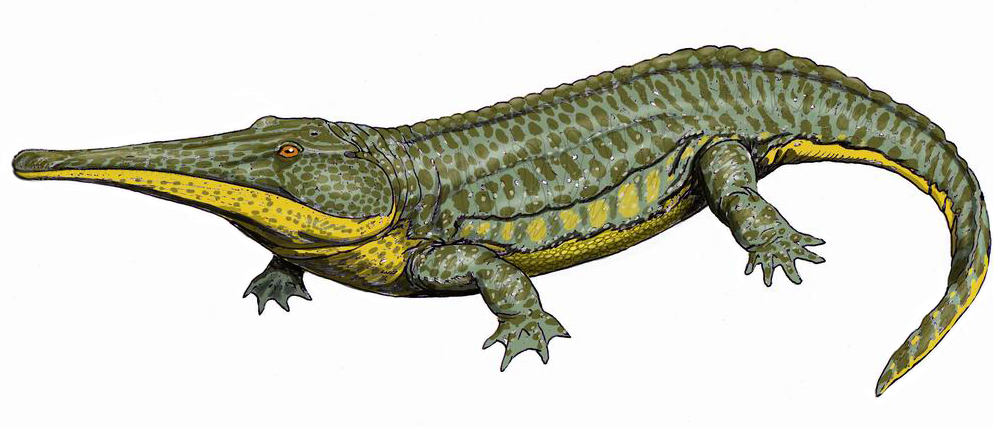
Lebendrekonstruktion von Platyoposaurus aus dem späten Perm (250 mya) von Russland

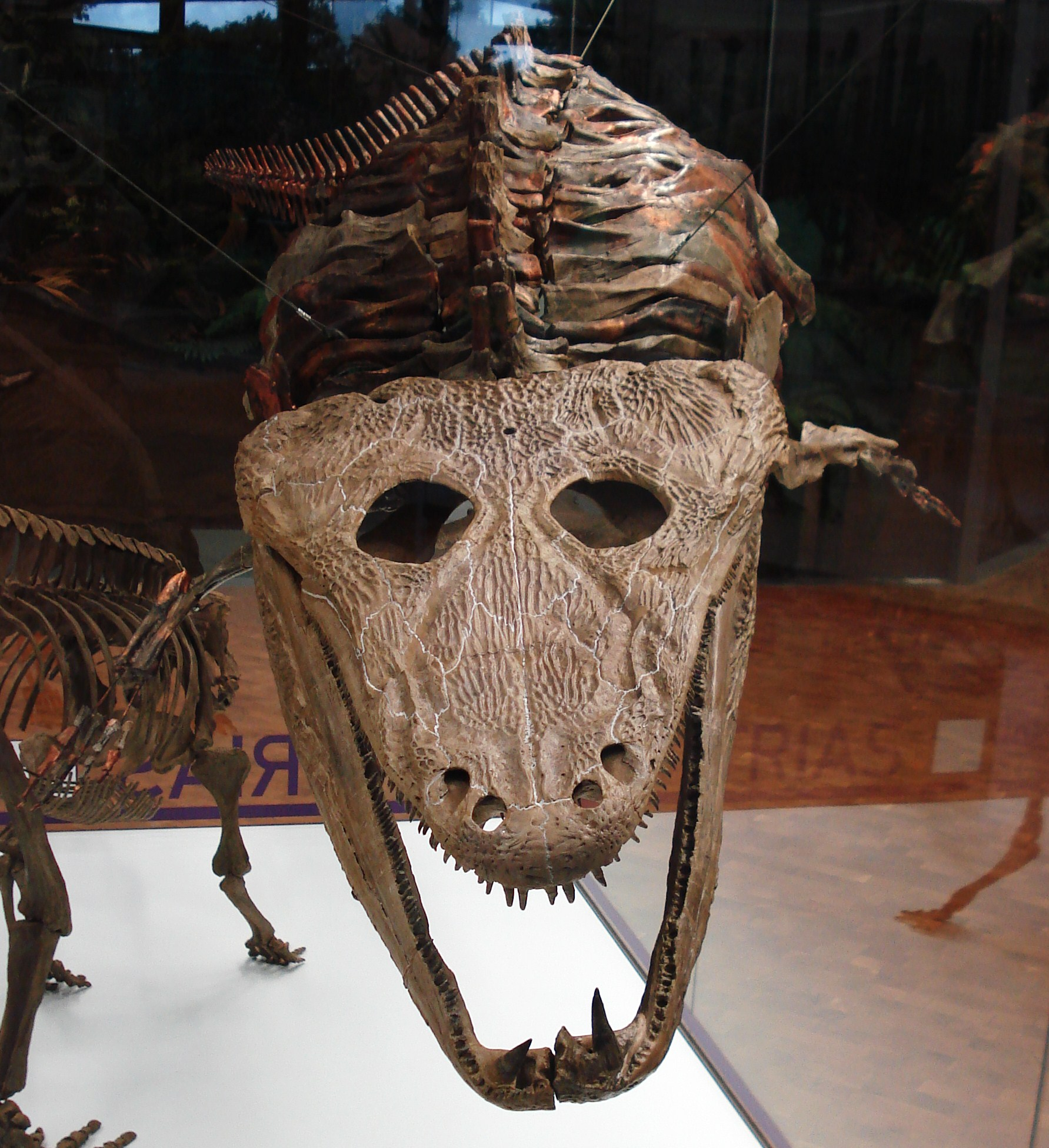
Skelett von Mastodonsaurus aus der späten Trias (Keuper) von Süddeutschland, ausgestellt im SMNS (Deutschland)

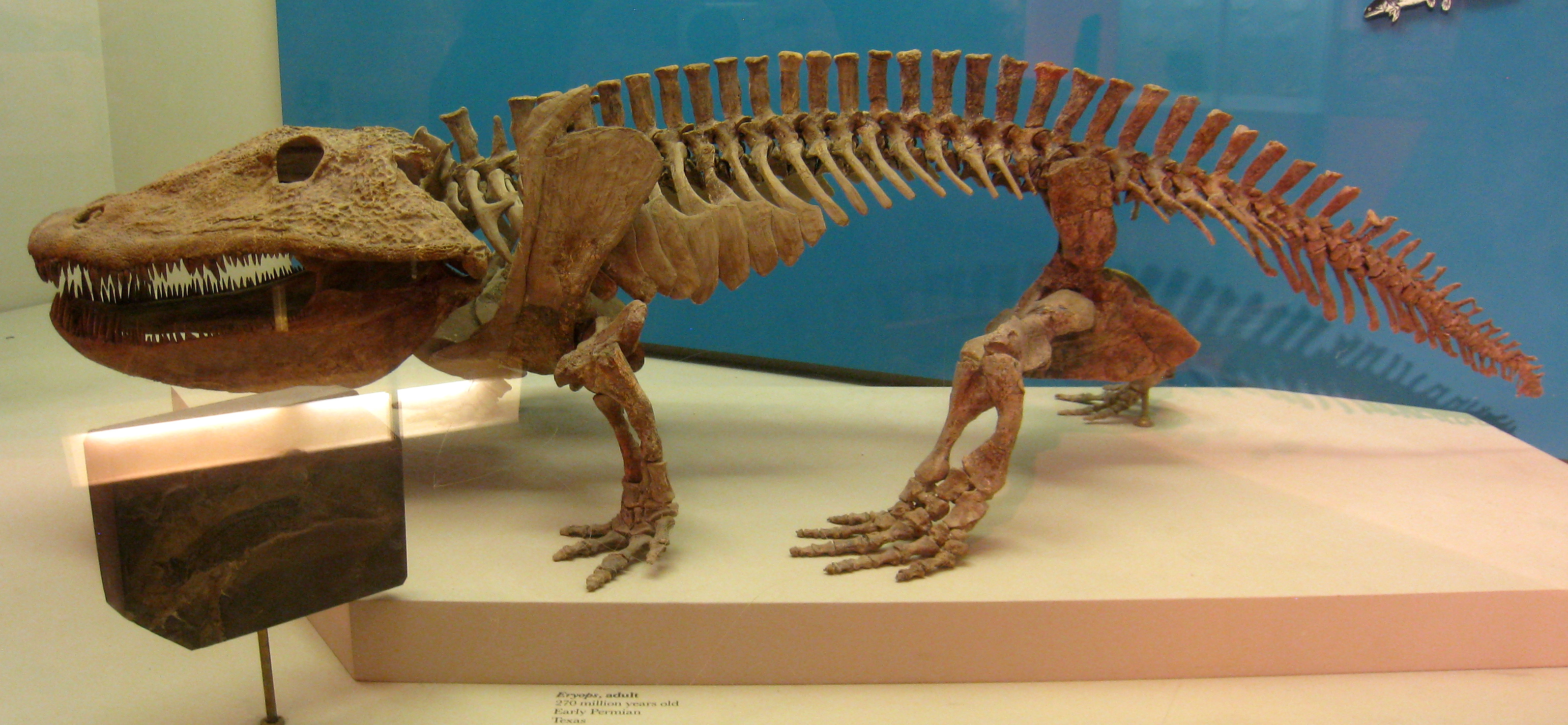
Skelett von Eryops, einem Vertreter aus dem frühen Perm von Nordamerika, im NMNH in Washington D. C. (USA)

Die Labyrinthodontia (Labyrinthzähner, veraltet auch Wickelzähner) oder Stegocephalia (Dachschädler, Dachschädellurche von altgr. stégos „Dach“, kephale „Kopf“) sind in der klassischen biologischen Systematik eine Gruppe ausgestorbener ursprünglicher Landwirbeltiere (Tetrapoda), die vom späten Devon (vor ca. 400 Millionen Jahren) bis in die frühe Kreide (vor ca. 120 Millionen Jahren) existierte und weltweit verbreitet war. Im Sinne der modernen Systematik sind sie jedoch keine natürliche Verwandtschaftsgruppe.
Ihren Namen verdanken die Labyrinthodontia der im Querschnitt labyrinthartig gefalteten Schmelzschicht ihrer Zähne. Im deutschen Sprachraum sind sie auch unter dem Trivialnamen „Panzerlurche“ bekannt.

## Systematik
Der Begriff „Labyrinthodontia“ bezeichnet im Sinne der modernen Systematik kein gültiges Taxon (daher im Folgenden in Anführungszeichen gesetzt), ist aber z. T. immer noch in der Literatur in Gebrauch. Der Begriff „Stegocephalia“ bzw. „Stegocephali“ hingegen bezeichnet heute eine monophyletische Gruppe, die alle lebenden wie ausgestorbenen Tetrapoden sowie einige ihrer noch recht fischähnlichen Vorläufer umfasst und die Schwestergruppe des fischartigen Fleischflossers Panderichthys ist. Auch unter dem Begriff „Labyrinthodontia“ wurden seinerzeit schon die Bindeglieder zwischen den Knochenfischen und allen landlebenden Wirbeltieren eingeordnet.
Die ehemals zu den „Labyrinthodontia“ gezählten Gattungen werden heute in andere Gruppen, vor allem in die Temnospondyli, gestellt (wobei die Temnospondyli seinerzeit selbst als Untergruppe der Labyrinthodontier geführt wurden). Einige vormalige Labyrinthodontier-Gruppen bilden keine natürliche Verwandtschaftsgruppe im Sinne der modernen Systematik, sondern werden lediglich als Arten und Gattungen, die sich auf der gleichen Evolutionsstufe (engl. ‚grade‘) befinden, aufgefasst, was in erster Linie für die ganz frühen Tetrapoden gilt (siehe auch → Evolutionsbiologische Aspekte). Es ist hinzuzufügen, dass die Systematik der vormals als „Labyrinthodontia“ geführten Gruppen nach wie vor relativ instabil ist und von Autor zu Autor mehr oder weniger variiert.
„Labyrinthodontia“ werden aufgrund ihres geologischen Alters und ihres Aussehens z. B. in Ausstellungen vorzeitlicher Tiere oft neben zeitgenössischen Reptilien platziert, obwohl sie systematisch nicht zu den Reptilien gehören. Als Sammelbezeichnung für sowohl vorzeitliche Amphibien als auch Reptilien hat sich der eher landläufige Begriff „Saurier“ eingebürgert.

## Merkmale, Ökologie und Bedeutung der Gruppe

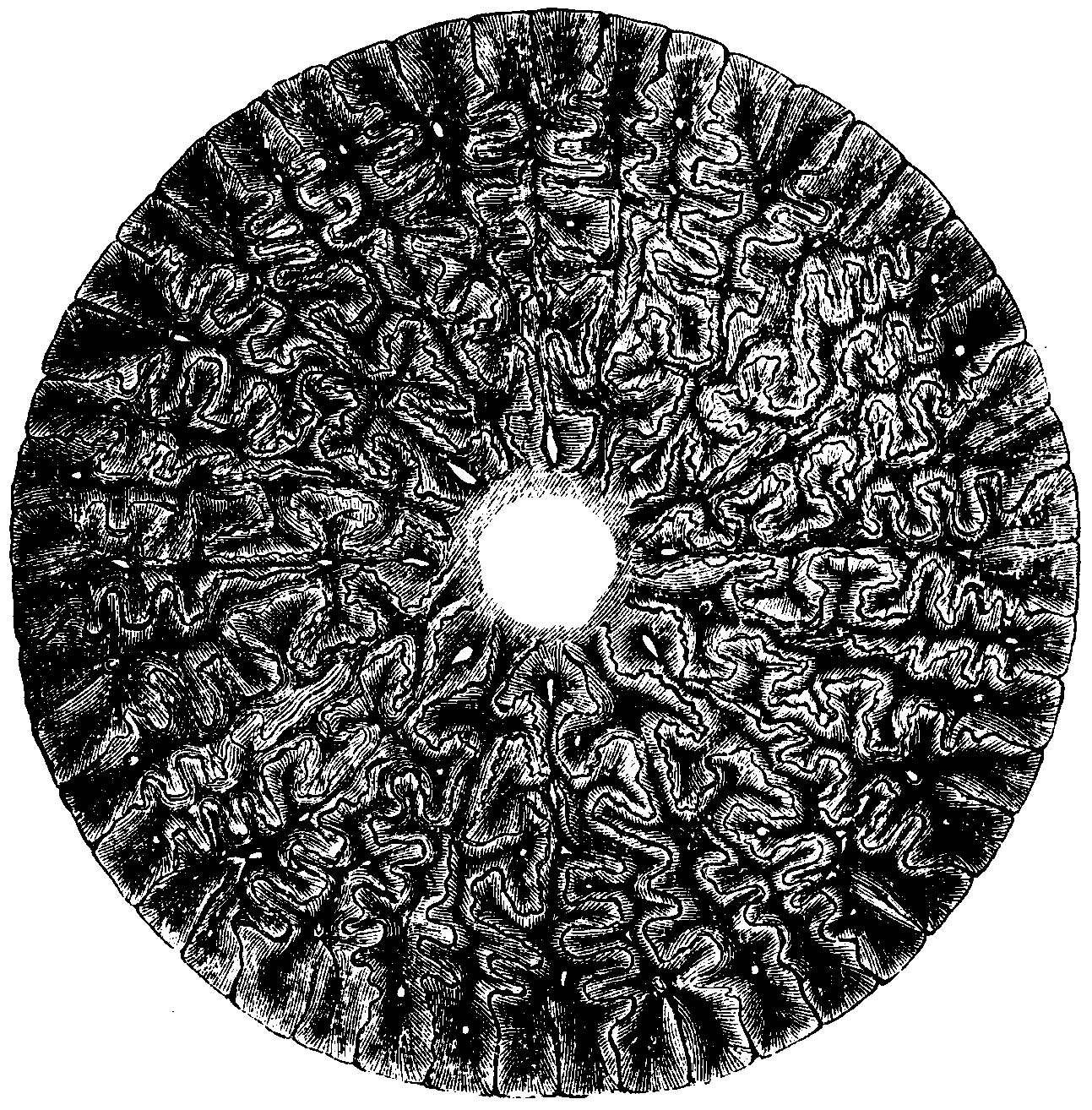
Zeichnung des Querschnitts durch den Zahn eines Labyrinthodontiers (stark vergrößert)

Die frühesten „Labyrinthodontia“ beinhalten jene Wirbeltiere, die trockenes Gelände zumindest zeitweise als Lebensraum nutzen konnten. Einige spätere Vertreter hatten sich hingegen stark an das Landleben angepasst und waren möglicherweise scharfe Konkurrenten der frühen Amnioten (z. B. Cacops). Neben der labyrinthartig gefalteten Dentinschicht der Zähne ist das im Vergleich zu den Knochenfischen stark verknöcherte, mit dem Hirnschädel fest verbundene (aber vom Schultergürtel losgelöste) und zudem fensterlose Schädeldach eines der typischen Merkmale, das der Gruppe ihren anderen wissenschaftlichen Namen, „Stegocephalia“ („Dachschädler“), eingetragen hat. Der deutsche Name „Panzerlurch“ bezieht sich zum einen auch auf den kompakten Schädelbau, zum anderen auf die Knochenplatten, die einige Vertreter der „Labyrinthodontia“ in der Rückenhaut eingelagert hatten (sogenannte Osteoderme), ganz ähnlich wie es bei heutigen Krokodilen der Fall ist. Ein weiteres typisches, den Schädel betreffendes Merkmal ist dessen in der Draufsicht parabolische Form. Einige Labyrinthodontier, wie z. B. Platyoposaurus, hatten allerdings relativ langgezogene Kiefer.
Die Vertreter der „Labyrinthodontia“ erreichten Größen von der eines Salamanders bis zu der eines großen Krokodiles. Auch die Lebensweise vieler großer Labyrinthodontier dürfte ähnlich gewesen sein, wie die heutiger großer Krokodile: Sie lauerten im flachen Wasser nahe dem Ufer auf Beutetiere, die das Gewässer zum Trinken aufsuchten. Andere lauerten möglicherweise in tieferem Wasser am Grund auf vorüberschwimmende kleinere Labyrinthodontier oder größere Fische. Die kleineren Formen ernährten sich wahrscheinlich entweder von kleinen Fischen oder von Insekten.
Allerdings ähnelte die Fortpflanzung der „Labyrinthodontia“ jener der heutigen Frösche und Salamander: Die schalenlosen Eier wurden direkt ins Wasser abgegeben und die Jugendstadien lebten kiemenatmend im Wasser und bildeten erst am Übergang zum Erwachsenenstadium Lungen aus, die sie unabhängig vom Lebensraum Wasser machten und ihnen eine amphibische, z. T. auch voll terrestrische Lebensweise ermöglichten.

## Evolutionsbiologische Aspekte

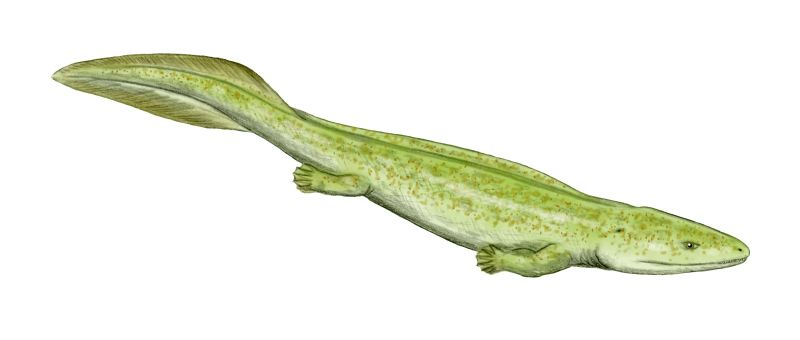
Lebendrekonstruktion von Elginerpeton pacheni, ein früher Tetrapode aus dem Devon Schottlands

Die „Labyrinthodontia“ stammen, wie alle Tetrapoden, von einem fischartigen Fleischflosser (Sarcopterygii) ab. Dies verdeutlichen insbesondere in devonischen Sedimentgesteinen Nordamerikas und Schottlands entdeckte Fossilien sehr ursprünglicher Labyrinthodontier, die unter dem Begriff „Ichthyostegalia“ („Fischschädellurche“) zusammengefasst wurden. Diese noch recht fischähnlichen Vertreter hatten zwar vier Beine, besaßen aber viele Merkmale der fischartigen Fleischflosser (u. a. die Ausbildung des Schwanzes oder die Anordnung der Knochen des Schädeldaches). Diese Gruppe erlangte auch außerhalb der Paläontologie und Evolutionsbiologie eine gewisse Bekanntheit, da sie das evolutionäre Bindeglied zwischen den Fischen und den Amphibien sowie allen übrigen, primär landlebenden Wirbeltieren (Amnioten) darstellt.
Systematisch ist der Fall bei den „Ichthyostegalia“ übrigens ähnlich gelagert wie bei den Labyrinthodontiern insgesamt. Sie bilden nach moderner Auffassung keine in sich geschlossene Gruppe, sondern repräsentieren eher einen bestimmten Entwicklungsstand in der Evolution der Tetrapoden, wobei einige Vertreter näher mit den heute lebenden Tetrapoden verwandt sind als mit anderen Ichthyostegaliern.